# Franz Eccard von Bentivegni

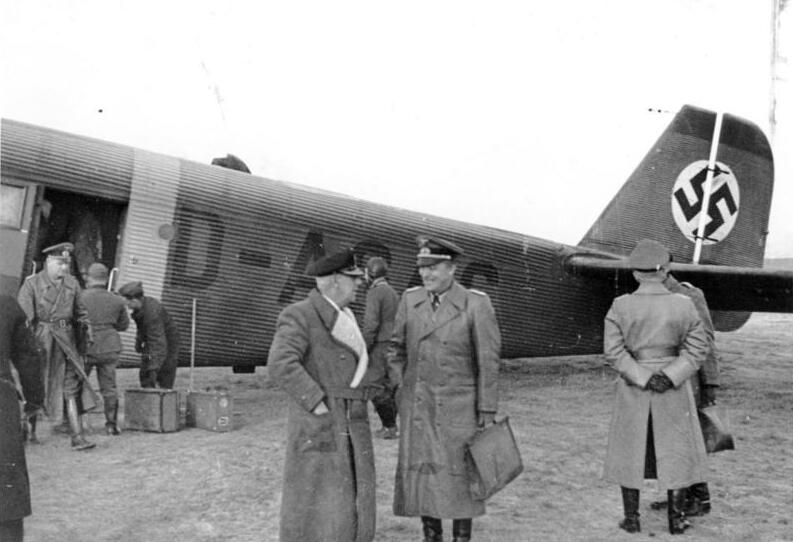
Bentivegni mit Wilhelm Canaris, Leiter der Abwehr, auf einem Feldflugplatz an der Ostfront, Oktober 1941

Franz Eccard von Bentivegni (* 18. Juli 1896 in Potsdam; † 4. April 1958 in Wiesbaden) war ein deutscher Offizier, zuletzt Generalleutnant im Zweiten Weltkrieg.

## Leben
Bentivegni trat am 22. Juli 1915 als Fahnenjunker in das 2. Garde-Feldartillerie-Regiment ein und wurde dort am 11. Mai 1916 zum Leutnant befördert, seine Einheit gehörte übergeordnet zur 2. Garde-Feldartillerie-Brigade. Zeitgleich waren dort u. a. als Hauptleute Eberhard Graf von Kalckreuth und die späteren Wehrmachtsgeneräle Georg von Prondzynski (1881–1964) sowie Georg-Thilo von Werthern (1892–1961). Auch der spätere Oberst Otto von Rohr diente im Regiment. Vom 5. Juli bis 31. August 1916 erfolgte seine Kommandierung an die Feldartillerie-Schule Jüterbog. Im Anschluss daran war Bentivegni mit seinem Regiment an der Westfront im Einsatz. Am 6. April 1918 wurde er verwundet und verbrachte die Folgezeit bis 30. April 1918 im Lazarett in Namur. Nach seiner Genesung wurde er dem Ersatz-Bataillon zugeteilt. Für sein Wirken erhielt er beide Klassen des Eisernen Kreuzes und das Verwundetenabzeichen in Schwarz.
Bentivegni war nach Kriegsende ab 16. Mai 1919 zunächst Adjutant der III. Abteilung seines Stammregiments, wurde in die Reichswehr übernommen und versah kurzzeitig Dienst im Reichswehr-Artillerie-Regiment 26. Es folgte ein Kommandierung zu einem MG-Kursus an der Infanterieschule Wünsdorf sowie ab 24. September 1920 eine Verwendung als Ordonnanz- und Gerichtsoffizier beim Stab des Reichswehr-Artillerie-Regiments 15. Am 1. Januar 1921 versetzte man Bentivegni zum Stab der III. Abteilung des 3. (Preußisches) Artillerie-Regiments nach Jüterbog. Dort diente er ab 1. April 1925 als Adjutant und wurde am 31. Juli 1925 zum Oberleutnant befördert. Zweieinhalb Jahre später setzte man ihn in der 8. Batterie des Regiments ein. Bentivegni absolvierte ab 1. Oktober 1928 die Führergehilfenausbildung beim Stab der 2. Division in Stettin. Zum 1. Oktober 1930 kommandierte man ihn zur Kommandantur Berlin, ein Jahr später in das Reichswehrministerium und am 15. November 1932 wieder zur Kommandantur zurück. Dort erhielt er am 1. Dezember 1932 seine Beförderung zum Hauptmann und hatte einen Tag später auf Anweisung die Uniform der Führungsoffiziere zu tragen. Ab 1. September 1933 versah er Dienst beim Stab der 2. Division, wurde am 1. Juli 1935 zum Artillerie-Regiment Frankfurt/Oder versetzt und ab 15. Oktober 1935 als Batteriechef im Artillerie-Regiment 23 verwendet. Als Major (seit 1. April 1936) kommandierte man ihn ab 1. Juli 1936 zum Generalstab des IX. Armeekorps und versetzte ihn am 6. Oktober 1936 dorthin. Am 1. April 1938 wurde er Erster Generalstabsoffizier der 26. Infanterie-Division.
Bentivegni wechselte am 1. März 1939 als Abteilungschef in das Oberkommando der Wehrmacht und wurde dort mit der Wahrnehmung der Geschäfte der Abteilung III (Spionageabwehr und Gegenspionage) innerhalb der Amtsgruppe Ausland/Abwehr betraut. Einen Monat später erfolgte unter gleichzeitiger Beförderung zum Oberstleutnant seine Ernennung zum Chef der Abteilung.
Bentivegni leitete am 4. November 1939 eine Konferenz in der Hacketäuer-Kaserne in Köln-Mülheim, wo der Einsatz der Geheimen Feldpolizei (GFP) beim Überfall auf Polen analysiert wurde. In seiner Eröffnungsrede verdeutlichte er den Auftrag der GFP, das Feldheer geheimpolizeilich zu überwachen.
Oberst Bentivegni (seit 1. Juni 1941) wurde vom 15. September 1943 bis 17. Mai 1944 in die Führerreserve versetzt, fungierte zwischenzeitlich zeitweise als Vertretung des Chefs seiner alten Abteilung und absolvierte einen Divisionsführer-Lehrgang. Ab 18. Mai 1944 vertrat er Generalmajor Haß als Kommandeur der 170. Infanterie-Division und übernahm ab 10. Juli die Führung der 81. Infanterie-Division. Am 1. August 1944 wurde er zum Generalmajor befördert, seine Truppen waren in dieser Zeit der 16. Armee unterstellt. Am 30. Januar 1945 zum Generalleutnant befördert, geriet er bei der Kapitulation im Kurlandkessel in sowjetische Kriegsgefangenschaft.
Bentivegni wurde in der UdSSR als Kriegsverbrecher zu 25 Jahren Arbeitslager verurteilt und 1955 als sogenannter Nichtamnestierter in die Bundesrepublik Deutschland entlassen.

### Familie
Bentivegni stammte aus einer alten Soldatenfamilie. Sein Vater Armand von Bentivegni (1868–1916) fiel als Oberstleutnant in der Mitte des Ersten Weltkriegs, seine Mutter Else Goltz starb 1952 in Potsdam und stammte aus einer bürgerlichen Gutsbesitzerfamilie aus Ostbrandenburg. 
Franz Eccard von Bentivegni hatte am 3. September 1929 auf dem pommerschen Rittergut Hoff Hella von Köller geheiratet. Das Ehepaar hatte zwei Töchter und zwei Söhne, einer davon war Klaus-Jürgen von Bentivegni. Der Schwiegervater war Landrat a. D. und bewirtschaftete den seit 1873 in Familienhand befindlichen Besitz. Franz-Eccard und Hella von Bentivegni waren Mitglied der wenig einflussreichen Deutschen Adelsgenossenschaft, 1940 der Landesabteilung Rheinland, Abteilung 2 (noch nicht abgeschlossene Ahnenforschung). Seine älteste Tochter Leoni ist die Ehefrau des langjährigen Hauptbearbeiters der Genealogischen Handbücher des Adels, dem Genealogen Walter von Hueck.

## Auszeichnungen
- Komtur des Ordens des Sterns von Rumänien im Jahre 1941[3]
- Komtur des Ordens der Krone von Italien im Jahre 1941[3]
- Finnischer Orden des Freiheitskreuzes II. Klasse im Jahre 1942[3]
- St. Alexander-Orden III. Klasse mit Schwertern im Jahre 1942[3]